# Trenton (Ontario)
Trenton (19.374 habitantes en 2001) es una comunidad, de Ontario, Canadá. Situado en la Bahía de Quinte, es el principal centro poblacional del municipio de Quinte West. 
Trenton es el punto de partida del canal navegable Trent-Severn Waterway, que sigue al noroeste de Peterborough, y finalmente llega a Port Severn, Ontario en la Bahía Georgian.

## Historia
El río Trent era conocido por los Mississauga como “Sangichiwigewonk”, o "de corriente rápida”. Posteriormente fue nombrado Río Trent (River Trent) en Inglaterra. 
El explorador francés Samuel de Champlain siguió el Severn Trent pasando por Trenton en 1615. El área alrededor de la boca del río Trent fue colonizada por los europeos en la década de 1780. Una vez establecidos los asentamientos y parcelas en la zona del poblado, éste recibió varios nombres, hasta que el término “la aldea de Trenton” fue incorporada en 1853. Trenton creció gracias a la ubicación de su puerto y a la industria maderera de la zona. Durante la Primera Guerra Mundial, la ciudad contaba con una importante fábrica de municiones, propiedad de la compañía química británica. Esta instalación fue destruida por una gran explosión en 1918.
Trenton fue también un importante centro de producción de películas. En 1917, un estudio de cine fue construido en la ciudad y se rodaron varias producciones allí. En 1923, la Compañía de Cine de Trenton fue adquirida por el Gobierno de Ontario para la casa de estudio y laboratorio de la Ontario Motion Picture. Pero el advenimiento del cine con sonido, y las películas de 16 mm, provocaron que la planta productora de rollos de películas fuera obsoletas, y la instalación cerró en 1934.
La construcción de una Estación de RFAC Trenton, una de las principales Real Fuerza Aérea Canadiense de base, al este de Trenton se inició en 1929 y continuó durante la década de 1930. Esto proporcionó un impulso económico importante a la zona a pesar de la Gran Depresión, y de la Segunda Guerra Mundial y más tarde.
Trenton fue incorporada como ciudad en 1980. El 1 de enero de 1998, Trenton fue fusionado con el pueblo de Frankford (Ontario) y los municipios de Murray (Ontario) y Sidney (Ontario) para formar Quinte Occidental. El lugar  de casi la mitad de la población de Quinte Occidental, es Trenton, la comunidad más grande del municipio.

## Economía
La Canadian Forces Base Trenton / 8 WING, situada en el lado este de la ciudad, es un servicio importante para el transporte y las operaciones de búsqueda y rescate del “Comando de la Fuera Aérea Canadiense” (Canadian Forces Air Command) , y es el principal ente empleador de la región. La base está siendo reformada para incluir una nueva torre de control, para operar con las nuevas aeronaves Boeing C-17 Globemaster III desplegadas allí.
Otros empleadores importantes son el Trenton Cold Storage, Norampac, TeleTech, Controles Tyco International, ElectroCables y Cables DECA. 
El turismo también juega un papel importante en la economía, dada la situación de Trenton como punto de entrada del sur para el Trent-Severn Waterway.

## Transporte

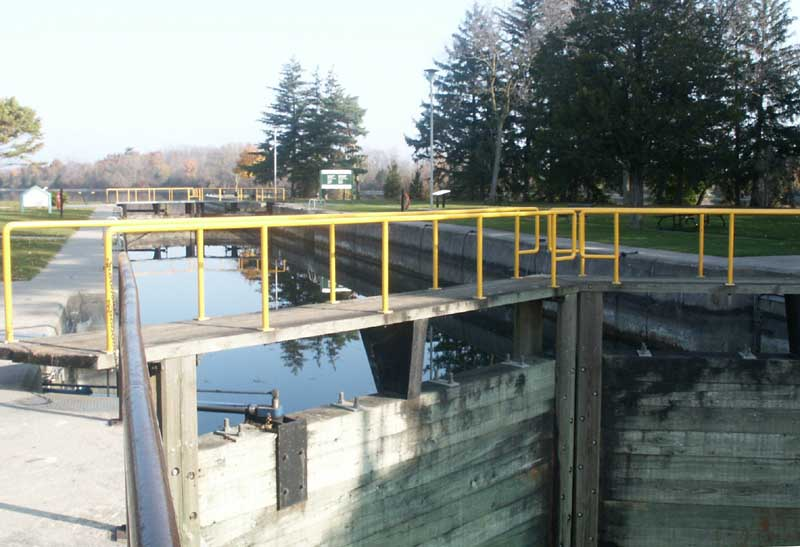
Compuerta “Lock 1” en el Trent-Severn Waterway.

La autopista A401 (Ontario) cruza el río Trent en el lado norte de la ciudad. La “Hastings County Road 2” (anteriormente autopista 2 (Ontario)) es la principal ruta este-oeste que pasa por la ciudad hacia Brighton (Ontario) al oeste y a Belleville (Ontario) en el este.
El Canadian Pacific Railway y el Canadian National Railway son las principales líneas ferroviarias (Toronto - Ottawa / Montreal) que pasan a través de la ciudad. La VIA Rail ofrece un limitado servicio de pasajeros con destino a la Estación de cruce de Trenton.
El aeropuerto de Trenton, compartido con el CFB Trenton en el lado este de la ciudad.
Trenton es el punto de partida de la Trent-Severn Waterway y dos diques  (Lock 1 y Lock 2) se encuentran en la ciudad misma.
Trenton también dispone de su propio servicio de transporte local.

## Clima
| Parámetros climáticos promedio de Trenton | Parámetros climáticos promedio de Trenton | Parámetros climáticos promedio de Trenton | Parámetros climáticos promedio de Trenton | Parámetros climáticos promedio de Trenton | Parámetros climáticos promedio de Trenton | Parámetros climáticos promedio de Trenton | Parámetros climáticos promedio de Trenton | Parámetros climáticos promedio de Trenton | Parámetros climáticos promedio de Trenton | Parámetros climáticos promedio de Trenton | Parámetros climáticos promedio de Trenton | Parámetros climáticos promedio de Trenton | Parámetros climáticos promedio de Trenton |
| Mes                                       | Ene.                                      | Feb.                                      | Mar.                                      | Abr.                                      | May.                                      | Jun.                                      | Jul.                                      | Ago.                                      | Sep.                                      | Oct.                                      | Nov.                                      | Dic.                                      | Anual                                     |
| ----------------------------------------- | ----------------------------------------- | ----------------------------------------- | ----------------------------------------- | ----------------------------------------- | ----------------------------------------- | ----------------------------------------- | ----------------------------------------- | ----------------------------------------- | ----------------------------------------- | ----------------------------------------- | ----------------------------------------- | ----------------------------------------- | ----------------------------------------- |
| Temp. máx. abs. (°C)                      | 14.5                                      | 13.5                                      | 25.4                                      | 29.6                                      | 33.3                                      | 35.6                                      | 38.9                                      | 36.1                                      | 35                                        | 25.6                                      | 22.8                                      | 16.2                                      | 38.9                                      |
| Temp. máx. media (°C)                     | -2.6                                      | -1.4                                      | 3.9                                       | 11.3                                      | 18.4                                      | 23.2                                      | 26.1                                      | 25                                        | 20.2                                      | 13.5                                      | 6.8                                       | 0.5                                       | 12.1                                      |
| Temp. mín. media (°C)                     | -12.3                                     | -11.2                                     | -5.8                                      | 0.9                                       | 7.1                                       | 11.9                                      | 14.9                                      | 13.8                                      | 9.3                                       | 3.1                                       | -1.6                                      | -8.4                                      | 1.8                                       |
| Temp. mín. abs. (°C)                      | -35.1                                     | -32.2                                     | -28.9                                     | -14.4                                     | -6.1                                      | 1.1                                       | 5.6                                       | 3.3                                       | -4.6                                      | -8.3                                      | -19.4                                     | -31.8                                     | -35.1                                     |
| Precipitación total (mm)                  | 70.1                                      | 54                                        | 72.4                                      | 77.1                                      | 71.6                                      | 79.5                                      | 56.1                                      | 77.1                                      | 87.6                                      | 76                                        | 91.8                                      | 80.4                                      | 893.8                                     |
| Fuente: Environment Canada 2009-30-10     |                                           |                                           |                                           |                                           |                                           |                                           |                                           |                                           |                                           |                                           |                                           |                                           |                                           |

## Recreación y Cultura
Trenton se encuentra sobre el recorrido Waterfront Trail que pasa por la costa del lago Ontario. Al alrededor de Trenton, existen numerosas áreas de conservación, una sede de YMCA, campamentos, zonas de pícnic, y puertos deportivos. La zona cuenta con nueve campos de golf, tres de hockey sobre hielo, varias pistas de patinaje sobre hielo, numerosos campos de fútbol, bolos, a muchos kilómetros de senderos para caminar. Un parque para perros, campos de béisbol con los diamantes, y muchas otras actividades recreativas. Trenton, también sirve como puerta de entrada al Prince Edward County, situado justo al sur de la Bahía de Quinte. Esta área es cada vez más conocida por sus viñedos, excelentes cámpines, playas y paseos en bote.
En Trenton se encuentra el Museo Memorial RFAC, donde se conserva el bombardero  Handley Page Halifax Canadiense, la cápsula de tiempo de la Real Fuerza Aérea Canadiense, así como muchas otras interesantes aeronaves con abundante información histórica.
Cada verano el CFB de Trenton también acoge a mil Royal Canadian Air Cadets, que asisten a dos semanas de cursos de familiarización, tres semanas de cursos introductorios de la especialidad, y de 6 semanas de cursos de avanzada de la especialidad, y tienen una opción especial para cadetes y personal de categoría superior. Estos cursos de verano sirven para introducir a los cadetes a un ambiente de aprendizaje que promueva la disciplina militar, el trabajo en equipo y la diversión. La mayoría de los campamentos de aquí también hacen viajes al aeropuerto, al Museo del Aire, y otros lugares pertinentes.
Trenton es un punto muy visitado para la pesca deportiva. Entre las especies de agua dulce más famosos de la Bahía de Quinte, y el río Trent se incluyen al lucio de Alaska, el bajo, el lucio, la perca, y el Mudcat. Durante ciertas épocas del año, el salmón y la trucha arco iris se puede pescar en el río Trent y en los flujos de agua fría en el área. Cada año, en mayo, el Club Kiwanis de Trenton edita el “Informe Anual de Pesca” con lanzamiento en vivo desde “Derby”,  atrayendo a miles de pescadores deportivos de toda América del Norte con importantes premios para los pescadores con las presas más pesadas de lucioperca y lucio del norte.
En 1990, el poeta canadiense Al Purdy publicó su única novela Una astilla clavada en el corazón. Y se lleva a cabo enteramente en Trenton, ofreciendo una mirada histórica de la ciudad de Niza. Menciona a muchos de los lugares emblemáticos de la ciudad como el Monte Pelion, sus puentes, el río Trent, entre otros,  y documentos de la época de la ciudad justo antes y después de la explosión de la fábrica de municiones en 1918.

## Personas destacadas de Trenton
- Mel Bridgman, jugador de hockey
- George Ferguson, exjugador de hockey sobre hielo profesional de la Toronto Maple Leafs
- John Garrett, exportero de la NHL de hockey sobre hielo y locutor.
- Steve Graves, jugador de hockey
- Elizabeth Manley, 1988 Juegos Olímpicos patinaje artístico medalla de plata
- Brenda Martin, mujer canadiense encarcelada en México
- Adam Sioui, 2008 Juegos Olímpicos (natación)
- Steve Smith, jugador de hockey sobre hielo
- Al Purdy CM, O. Ont., Uno de los más grandes escritores de Canadá (1918-2000).